# Xaate

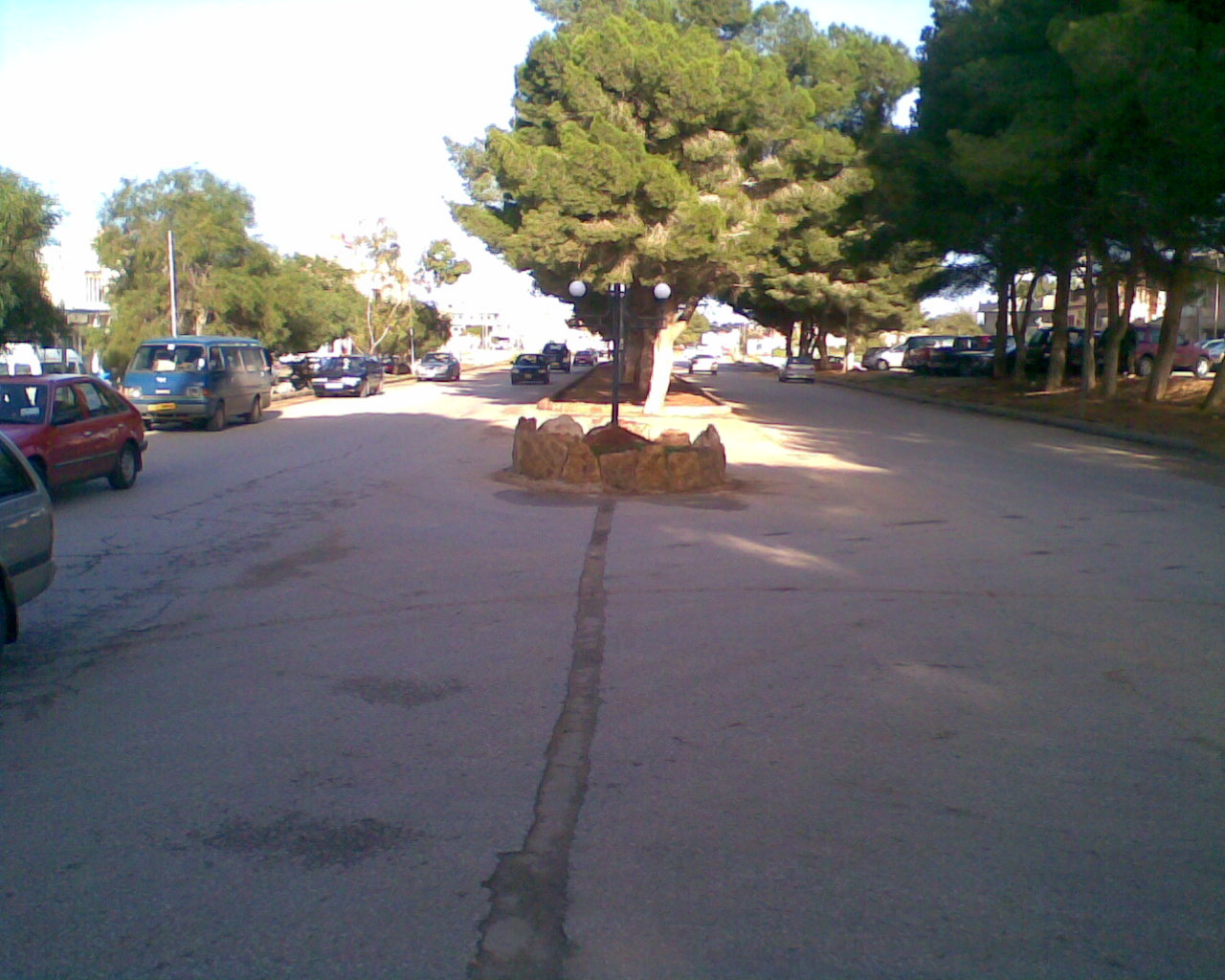
Xaate

Xaate (em árabe: شحات, lit. 'Shahat'; em italiano: [Esc-]Sciaát), é uma cidade localizada no distrito de Jabal Acdar no nordeste da Líbia. No local há uma antiga colonia grega chamada Cirene.
Durante a Guerra Civil Líbia ( que ocorreu em fevereiro de 2011 ), a cidade foi uma das primeiras a ficar sob o controle dos Rebeldes.